# コーシーの平均値定理
微分積分学におけるコーシーの平均値定理（コーシーのへいきんちていり、英: Cauchy's mean-value theorem）または拡張平均値定理 (extended mean value theorem) はラグランジュの平均値の定理の一般化である。

## 定理の主張
定理 (Cauchy)
f, g: [a, b] → R を実数値函数で [a, b] で連続、(a, b) で微分可能とするとき、c ∈ (a, b) が存在して {\displaystyle [g(b)-g(a)]f'(c)=[f(b)-f(a)]g'(c)} が成立する。特に g(a) ≠ g(b) かつ g′(c) ≠ 0 ならば {\displaystyle {\frac {f'(c)}{g'(c)}}={\frac {f(b)-f(a)}{g(b)-g(a)}}} と書ける。

## 幾何学的解釈

コーシーの平均値定理の幾何学的意味

幾何学的にはコーシーの平均値定理は曲線 {\displaystyle {\begin{cases}[a,b]\to \mathbf {R} ^{2}\\[5pt]t\mapsto (f(t),g(t))\end{cases}}} のグラフの接線で、二点 (f(a), g(a)), (f(b), g(b)) を通る直線に平行なものが存在することを言うものである。ただし、定理は (f(a), g(a)), (f(b), g(b)) が相異なる全ての場合についてそのような接線が存在することまでは主張していない。それは f′(c) = g′(c) = 0 となるいくつかの c, つまり考えている曲線の停留点（そのような点では接線が全く存在しないかもしれない）でのみ等式が満足されるかもしれないからである。
そのような状況の例として、曲線 {\textstyle t\mapsto (t^{3},1-t^{2})} を考えれば、これは閉区間 [−1, 1] を点 (−1, 0) から (1, 0) までに写すが、この曲線は水平接線を決して持たない。それはこの曲線が t = 0 において停留点（実は尖点）を持つことによる。

## 応用
- 特に g(t) = t を考えれば、ラグランジュの平均値定理を得る。
- コーシーの平均値定理はロピタルの法則の証明に利用できる。

## 注
1. ↑  Soardi 2007, p. 222.